# Seestall (Fuchstal)

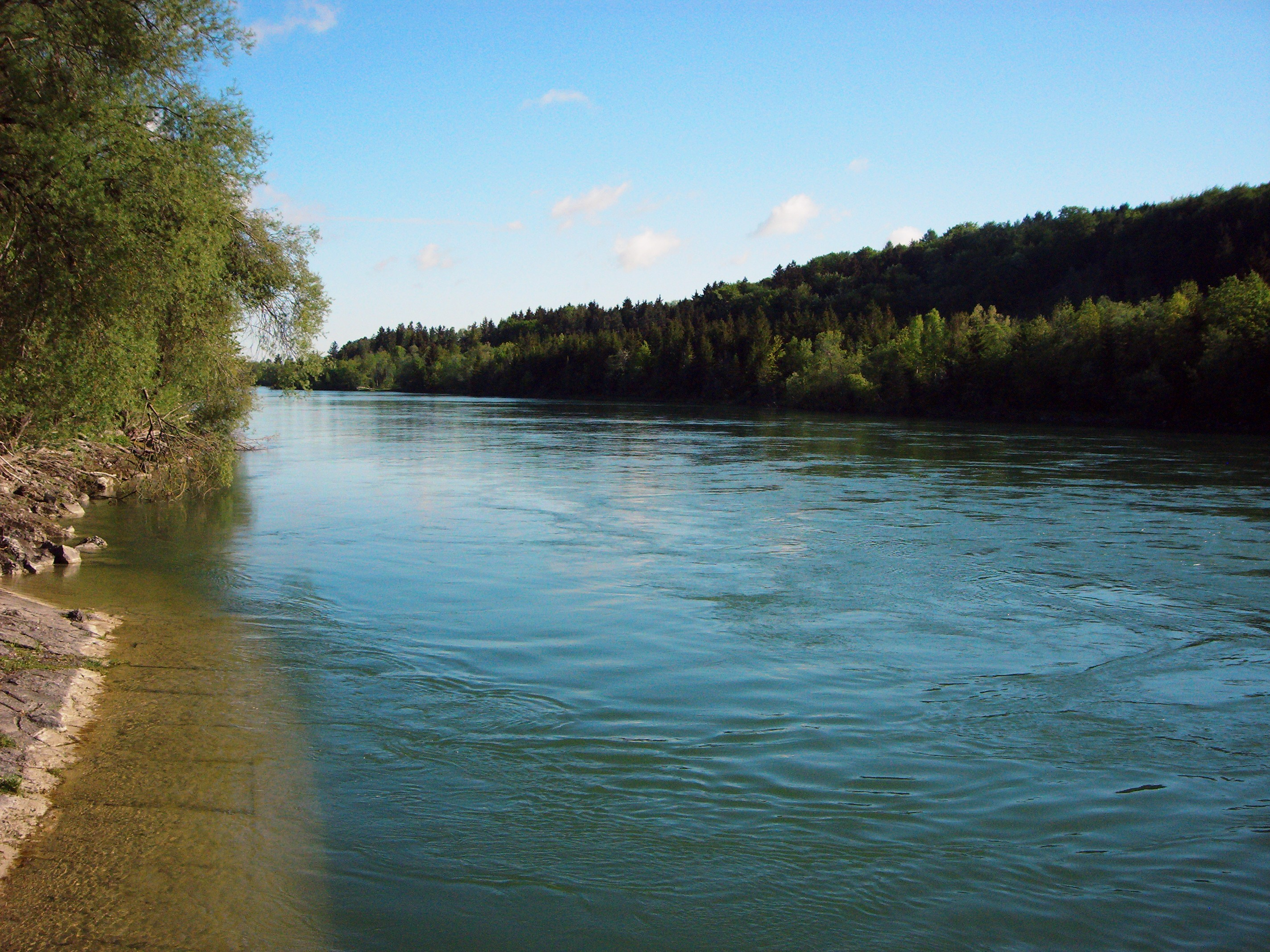
Der Lech bei Seestall

Seestall ist ein Ortsteil der Gemeinde Fuchstal im oberbayerischen Landkreis Landsberg am Lech.

## Geografie
Das Kirchdorf Seestall liegt etwa 60 Kilometer südwestlich von München direkt am Lech, der obere Dorfteil liegt etwas erhöht auf einer Schotterterrasse.

## Geschichte
Anders als die seit jeher schwäbischen Orte Leeder und Asch war der Flößerort Seestall als Teil des Lechrain seit jeher bayerisches Gebiet. Die erste Erwähnung des Ortes als „Seestall“ erfolgte bei der Weihe der örtlichen St.-Johannes-Kirche durch Bischof Hartmann von Brixen am 27. September 1150. Eine weitere Nennung findet sich 1275 im bayerischen Steuerverzeichnis, dem Saalbuch von Herzog Ludwig dem Strengen.
Im Jahr 1372 werden der Ort Seestall und der nahegelegene Weiler Römerkessel durch Augsburgische Truppen verwüstet. 
Zunächst dem Amt Landsberg zugehörig, fiel die Ortschaft 1600 an das Amt Schongau. Durch das zweite Gemeindeedikt von 1818 wurde Ort dem neu errichteten Landgericht Buchloe, das 1862 im Bezirksamt Kaufbeuren aufging, zugeschlagen.
Seit dem Reichsdeputationshauptschluss und der Säkularisation von 1803 gehört das gesamte Gebiet der jetzigen Gemeinde Fuchstal zum Königreich Bayern.
Bis zum Ende des 19. Jahrhunderts waren Flößerei und Landwirtschaft die wichtigsten Erwerbszweige in Seestall. Im Zuge des Lechausbaus durch die BAWAG Anfang der 1940er Jahre, wurde unweit des Ortes die Lechstaustufe 13 errichtet.
Im Zweiten Weltkrieg bestand von Herbst 1944 bis März 1945 im Ort das KZ-Außenlager Kaufering VIII – Seestall des KZ-Außenlagerkomplexes Kaufering, in welchem mehrere hundert jüdische Häftlinge Zwangsarbeit verrichten mussten. 1950 ließ die Bayerische Staatsregierung einen Gedenkstein am Lechufer, östlich von Seestall, errichten, welcher an die mindestens 22 der bis 1945 verstorbenen Häftlinge aus dem Konzentrationslager erinnert, die hier begraben wurden. Ein Wegweiser an der Bundesstraße 17 weist auf die KZ-Gedenkstätte hin.
Die heutige Gemeinde Fuchstal entstand 1972 im Rahmen der Gebietsreform aus dem Zusammenschluss der Gemeinden Asch, Markt Leeder und Seestall. 1978 schlossen sich die Gemeinden Fuchstal und Unterdießen zur Verwaltungsgemeinschaft Fuchstal zusammen.

## Sehenswürdigkeiten
Siehe Liste der Baudenkmäler in Fuchstal
- Die Europäische Holocaustgedenkstätte

## Bodendenkmäler
Siehe: Liste der Bodendenkmäler in Fuchstal